# Фернандес де Кастро, Хосе Антонио
Хосе Антонио Ферна́ндес де Ка́стро (исп. José Antonio Fernández de Castro; 18 января 1887, Гавана — 30 июля 1951, там же) — кубинский журналист, литературовед, историк и дипломат первой половины XX века.

## Биография
В 1917 году окончил юридический факультет Гаванского университета. С 1923 входил в «группу меньшинства» («группу минористов»). Давно интересуясь журналистикой и историческими исследованиями, писал для газета El Figaro и La Nación. С 1927 по 1929 год он руководил редакцией литературного приложения журнала Diario de la Marina, используя ее как платформу для поддержки современных испаноязычных авангардных литературных движений (vanguardia). В 1931—1933 годах главный редактор журнала Orbe.
Он сотрудничал с рядом антиимпериалистических изданий, таких как Venezuela Libre и América Libre, а позже стал участвовать в коммунистической деятельности. Он был, например, одним из первых кубинских писателей, изучавших поэзию Октябрьской революции пропагандировавших раннесоветскую литературу на Кубе.
С 1934 по 1944 год он находился на дипломатической работе в Гаити, Мексике, Венесуэле. Он умер 30 июля 1951 года в родной Гаване.
Автор литературоведческих и исторических трудов, в том числе: «Негритянская тема в литературе Кубы (1608—1935)» (1943), «Историческая схема развития литературы на Кубе (1548—1902)» (1949). Другие важные работы включают сборник писем Хосе Антонио Сако, опубликованный под названием «Полвека колониальной истории Кубы (1823—1879)» (Medio siglo de historia colonial de Cuba, 1923). Кроме того, он был редактором и соавтором «Очерков кубинской истории и критики» (Ensayos cubanos de historia y de crítica, 1943). Совместно с Феликсом Лисасо выпустил антологию «Современная поэзия на Кубе (1882—1925)» (La poesía moderna en Cuba, 1926). Также напечатал сборник своих лучших журналистских работ «En Barraca de Feria» (1933).